# Jüdischer Friedhof (Dachsenhausen)

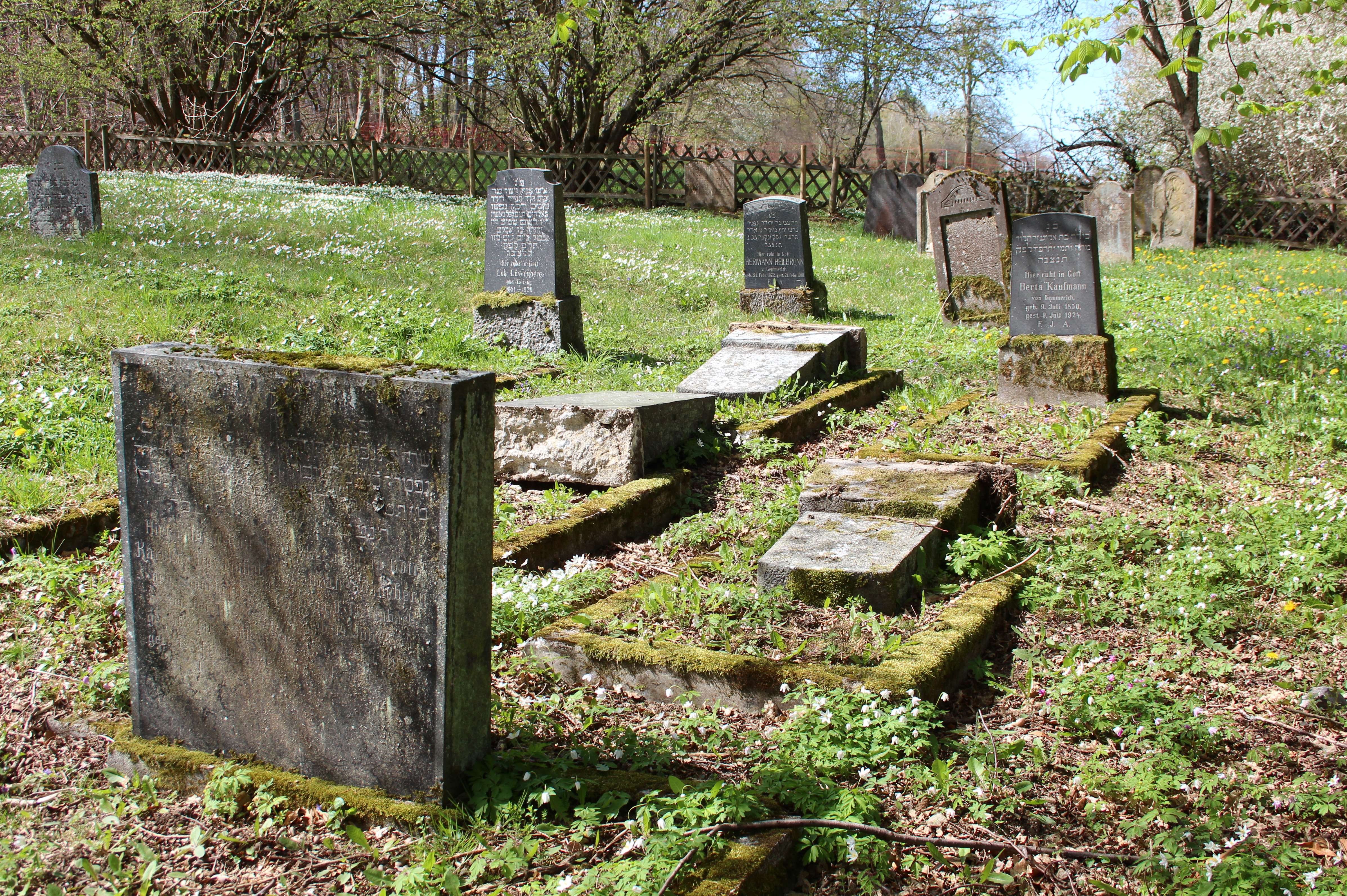
Der jüdische Friedhof in Dachsenhausen

Der Jüdische Friedhof Dachsenhausen ist ein Friedhof in der Ortsgemeinde Dachsenhausen im Rhein-Lahn-Kreis in Rheinland-Pfalz. 
Der jüdische Friedhof liegt südlich des Ortes in der Flur „Am Judenkirchhof“ westlich der Landesstraße L 333.
Auf dem 1195 m² großen Friedhof, der um 1915 angelegt und bis zum Jahr 1934 belegt wurde, befinden sich auf einem umgrenzten Areal 31 Grabsteine. Der Friedhof wurde auch von den Juden in Geisig und Gemmerich zur Bestattung ihrer Verstorbenen genutzt.